# Pakicetidae
A Pakicetidae az emlősök (Mammalia) osztályának párosujjú patások (Artiodactyla) rendjébe, ezen belül a cetek (Cetacea) alrendágába tartozó fosszilis család.

## Tudnivalók
Ebbe a családba tartoznak a legelső cetek, habár a Pakicetidae-fajok részben, még szárazföldi állatok voltak. A legújabb kutatások szerint, az első képviselőik nem a tengerpartokon, hanem az édesvízű folyók mentén kezdtek alkalmazkodni a víziéletmódhoz. Habár jól mozogtak a szárazon, nem voltak képesek tartós futásra.

## Rendszerezés
A családba az alábbi 3 nem tartozik:
- Ichthyolestes Dehm & Oettingen-Spielberg, 1958[1]
- Nalacetus Thewissen & Hussain 1998[2][3]
- Pakicetus Gingerich & Russell, 1981[4][5] - típusnem

## Fordítás
- Ez a szócikk részben vagy egészben  a   Pakicetidae című angol Wikipédia-szócikk ezen változatának fordításán alapul.  Az eredeti cikk szerkesztőit annak laptörténete sorolja fel. Ez a jelzés csupán a megfogalmazás eredetét és a szerzői jogokat jelzi, nem szolgál a cikkben szereplő információk forrásmegjelöléseként.
- Ez a szócikk részben vagy egészben  a   List_of_extinct_cetaceans#Suborder_Archaeoceti című angol Wikipédia-szócikk ezen változatának fordításán alapul.  Az eredeti cikk szerkesztőit annak laptörténete sorolja fel. Ez a jelzés csupán a megfogalmazás eredetét és a szerzői jogokat jelzi, nem szolgál a cikkben szereplő információk forrásmegjelöléseként.